# Molédet
Moledet (hebreu: מולדת, 'pàtria') fou un partit polític d'Israel d'ideologia ultradretana que defensava el concepte de transferència voluntària de la població àrab del marge occidental del Jordà. Fou fundat en l'any 1988 per Rehavam Zeeví, qui el va dirigir fins que fou assassinat el 2001 per membres del Front Popular per a l'Alliberament de Palestina. Després el cap fou el rabí Bení Elon. El 1999 es va aliar amb Herut - El Moviment Nacional i Tequmà per formar la Unió Nacional (hebreu: איחוד לאומי, Ihud Leümí).
Mentre que altres partits (Kach, Herut) havien defensat la transferència, Moledet és el partit que més s'associa amb aquest concepte a Israel, a causa de la manca de qualsevol altre element en la seva plataforma, i a causa de l'èxit de Zeeví en reunir elements oposats (en particular, tant seculars com religiosos), sota la bandera de la transferència. A diferència de Kach i les idees del rabí Meir Kahane, Moledet només advoca per la transferència voluntària.
Al llarg de la seva existència, Moledet fou un partit petit i mai va tenir més de tres membres a la Kenésset (un parlament amb 120 escons). En la XVII Kenésset (2006-2009), el partit Moledet tenia 2 diputats (en anglès Knesset Members o MK's), Elon i el Professor Aryeh Eldad. A les eleccions legislatives d'Israel de 2006, Moledet tenia dos diputats, Elon i el professor Aryeh Eldad. En els seus inicis, Moledet es va considerar inadequada per participar en una coalició de govern. Quan les tensions polítiques a Israel va empitjorar - possiblement, perquè Moledet, aleshores part de la Unió Nacional, no era tan clarament associat amb la noció de transferència - Moledet finalment es va unir a la coalició en 2001. Zeeví va ser nomenat Ministre de Turisme fins al seu assassinat el 2001, després Elon el va reemplaçar. Elon va dimitir a mitjans del 2004 a causa de la seva oposició al Pla de retirada unilateral israeliana de Gaza, del primer ministre Ariel Xaron.
El 3 de novembre de 2008, el partit va anunciar la seva fusió amb la Unió Nacional, el Partit Nacional Religiós i Tequmà per a formar un nou partit de dreta, que seria més tard anomenat La Llar Jueva. Però els nou partit va excloure els ex membres de Moledet a l'hora d'elaborar la llista de candidats per a les eleccions del 2009. Moledet després va rebutjar la fusió i va revifar la Unió Nacional. A les eleccions de 2009, la Unió va guanyar quatre escons, un dels quals va anar al candidat de Moledet Yaaqov Kats

## Resultats electorals
| Any  | Líder          | Vots                  | %                     | Escons  | +/– | Govern             |
| ---- | -------------- | --------------------- | --------------------- | ------- | --- | ------------------ |
| 1988 | Rehavam Ze'evi | 44,174                | 1.93 (#11)            | 2 / 120 | Nou | Coalició           |
| 1992 | Rehavam Ze'evi | 62,269                | 2.38 (#8)             | 3 / 120 | 1   | Oposició           |
| 1996 | Rehavam Ze'evi | 72,002                | 2.36 (#11)            | 2 / 120 | 1   | Coalició           |
| 1999 | Rehavam Ze'evi | Dins la Unió Nacional | Dins la Unió Nacional | 2 / 120 | =   | Coalició           |
| 2003 | Binyamin Elon  | Dins la Unió Nacional | Dins la Unió Nacional | 2 / 120 | =   | Coalició (2003-04) |
| 2003 | Binyamin Elon  | Dins la Unió Nacional | Dins la Unió Nacional | 2 / 120 | =   | Oposició (2004-06) |
| 2006 | Binyamin Elon  | Dins la Unió Nacional | Dins la Unió Nacional | 2 / 120 | =   | Oposició           |
| 2009 | Uri Bank       | Dins la Unió Nacional | Dins la Unió Nacional | 0 / 120 | 2   | Extraparlamentari  |